# مالی پوژارواتس
مالی پوژارواتس (به صربی: Mali Požarevac) یک منطقهٔ مسکونی در صربستان است که در Sopot واقع شده‌است. مالی پوژارواتس ۱٬۳۹۱ نفر جمعیت دارد.